# جونگ اون پیو
جونگ اون پیو (کره‌ای: 정은표؛ زادهٔ ۲۷ مارس ۱۹۶۶) بازیگر اهل کره جنوبی است. او از سال ۱۹۹۰ در تئاتر و سینما فعال است و از کارهای قابل توجه او می‌توان به فیلم کلیمانجارو (که به خاطر آن برنده جایزه بهترین بازیگر نقش مکمل مرد در جوایز ناقوس بزرگ شد) و درام‌های تلویزیونی افسانه خورشید و ماه و هدیه خدا - ۱۴ روز اشاره کرد.